# Еламан (Западно-Казахстанская область)
Еламан (каз. Еламан) — упразднённое село в Казталовском районе Западно-Казахстанской области Казахстана. Входило в состав Коктерекского сельского округа. Код КАТО — 274849200. Исключено из учётных данных в 2023 году.

## Население
В 1999 году население села составляло 185 человек (94 мужчины и 91 женщина). По данным переписи 2009 года, в селе проживали 152 человека (66 мужчин и 86 женщин).